# Matti Sippala
Matti Kalervo Sippala (né le 11 mars 1908 à Hollola et décédé le 22 août 1997 à Hevossaari) est un athlète finlandais spécialiste du lancer de javelot. Affilié au Lahden Urheilijat, il mesurait 1,83 m pour 84 kg.

## Biographie

### Palmarès
| Date | Compétition           | Lieu        | Résultat | Performance |
| ---- | --------------------- | ----------- | -------- | ----------- |
| 1932 | Jeux olympiques d'été | Los Angeles | 2e       | 69,80 m     |
| 1934 | Championnats d'Europe | Turin       | 2e       | 69,97 m     |

### Records
| Épreuve           | Performance | Lieu | Date |
| ----------------- | ----------- | ---- | ---- |
| Lancer de javelot | 70,54 m     |      | 1934 |